# Sodalia coler
Sodalia coler är en fjärilsart som beskrevs av William Schaus 1902. Sodalia coler ingår i släktet Sodalia och familjen tjockhuvuden. Inga underarter finns listade i Catalogue of Life.